# Активный объект (шаблон проектирования)
Активный объект (англ. Active object) — это шаблон проектирования, который отделяет поток выполнения метода от потока, в котором он был вызван.
Целью данного шаблона является предоставление параллельности выполнения используя асинхронные вызовы методов и планировщик обработки запросов.
Этот шаблон состоит из шести элементов:
- Объект-заместитель (proxy), который предоставляет интерфейс к публично-доступным методам клиента.
- Интерфейс, который определяет методы доступа к активному объекту.
- Список поступающих запросов от клиентов.
- Планировщик (scheduler), который определяет порядок выполнения запросов.
- Реализация методов активного объекта.
- Процедура обратного вызова (callback) или переменная (variable) для получения клиентом результата.